# Década de 1110
Séculos: Século XI - Século XII - Século XIII
Décadas: 1080 1090 1100 - 1110 - 1120 1130 1140
Anos: 1110 - 1111 - 1112 - 1113 - 1114 - 1115 - 1116 - 1117 - 1118 - 1119